# Мурото
Мурото (яп. 室戸市 Мурото-си) — город в Японии, находящийся в префектуре Коти. Площадь города составляет 248,30 км², население — 13 710 человек (1 августа 2014), плотность населения — 55,22 чел./км².

## Географическое положение
Город расположен на острове Сикоку в префектуре Коти региона Сикоку. С ним граничат посёлки Нахари, Тоё и село Китагава.

## Население
Население города составляет 13 710 человек (1 августа 2014), а плотность — 55,22 чел./км². Изменение численности населения с 1980 по 2005 годы:
| 1980 | 26 086 чел. |  |
| 1985 | 25 309 чел. |  |
| 1990 | 23 308 чел. |  |
| 1995 | 21 430 чел. |  |
| 2000 | 19 472 чел. |  |
| 2005 | 17 490 чел. |  |